# آنیسه دورانتی
آنیسه دورانتی (ایتالیایی: Agnese Duranti؛ زادهٔ ۱۸ دسامبر ۲۰۰۰) ژیمناست ریتمیک اهل ایتالیا است.